# Michel Kervaire
Michel André Kervaire, né le 26 avril 1927 à Częstochowa et mort le 19 novembre 2007 à Genève, est un mathématicien suisse d'origine française. 

## Biographie
Fils d'André Kervaire, un industriel français, et de Nelly Derancourt, Michel Kervaire effectue ses études secondaires en France. En 1947, il poursuit ses études en Suisse, où il obtient un doctorat à l'École polytechnique fédérale de Zurich en 1955. Sa thèse, intitulée Courbure intégrale généralisée et homotopie, est dirigée par Heinz Hopf. 
De 1959 à 1971, il est professeur à l'université de New York, puis professeur à l'université de Genève de 1971 jusqu'à sa retraite en 1997.
Membre d'honneur de la Société mathématique suisse, il a contribué de manière significative aux domaines de la topologie et de l'algèbre. Il a notamment développé l'invariant de Kervaire (en) et a calculé, avec John Milnor, le nombre de sphères exotiques pour un nombre de dimensions supérieures à 4. Il est également connu pour ses contributions fondamentales en théorie des nœuds.
Il était marié avec la peintre Aimée Moreau, avec qui il a eu deux filles, Sophie et Barbara Kervaire.

## Publications
- (en) M. Kervaire, « A manifold which does not admit any differentiable structure », Commentarii mathematici Helvetici, vol. 34,‎ 1960, p. 257-270 (DOI 10.1007/BF02565940, lire en ligne)
- (en) Michel A. Kervaire et John W. Milnor, « Groups of homotopy spheres: I », Annals of Mathematics, vol. 77, no 3,‎ 1963, p. 504-537 (DOI 10.2307/1970128, JSTOR 1970128)
- M. Kervaire, « Les nœuds de dimensions supérieures », Bulletin de la Société Mathématique de France, vol. 93,‎ 1965, p. 225-271 (lire en ligne)
- (en) M. Kervaire, « Smooth homology spheres and their fundamental groups », Transactions of the American Mathematical Society, vol. 144,‎ 1969, p. 67-72 (DOI 10.2307/1995269)
- (en) Michel A. Kervaire et Shalom Eliahou, « Minimal resolutions of some monomial ideals », Journal of Algebra, vol. 129, no 1,‎ 1990, p. 1-25 (DOI 10.1016/0021-8693(90)90237-I)